# Patrick McCabe
Patrick McCabe (Clones, 1955. március 27. –) ír regényíró. A többnyire sötét és erőszakos regényeiről ismert író, aki a mai Írországban – gyakran kisvárosokban – játszódó regényeiért kétszer is a Booker-díj jelöltjei közé került, a The Butcher Boy (1992) és a Breakfast on Pluto (1998) című regényekért, amelyekből film is készült.

## Életrajza
McCabe a Monaghan megyei Clonesban született. Clonesban él művész feleségével, Margot Quinnel és két lányával, Katie-vel és Ellennel. 17 évesen Londonba ment és tanárként dolgozott, majd miután íróként sikereket ért el, visszatért Írországba.

## Pályája
Könyvei közé tartozik a The Butcher Boy (1992) és a Breakfast on Pluto (1998), mindkettő a Booker-díj jelöltjei közé került. Írt egy gyermekkönyvet (The Adventures of Shay Mouse), és több rádiójátékát az RTÉ és a BBC Radio 4 is sugározta. Összefüggő novelláskötetet írt Mondo Desperado címmel, amely 1999-ben jelent meg. A Frank Pig Says Hello című darabját, amelyet a The Butcher Boy című regényből adaptált, 1992-ben mutatták be a Dublini Színházi Fesztiválon.
McCabe 2001-ben megjelent Emerald Germs of Ireland című regénye egy fekete komédia, amelyben anyagyilkosságot mutat be. 2006-ban megjelent Winterwood című regénye 2007-ben a Hughes & Hughes/Irish Independent „Az év ír regénye” volt. 2009-ben jelent meg a The Holy City című regénye. A The Stray Sod Country-t úgy jellemezték, hogy „furcsán elégikus, dicsőségesen operai és (...) vad és barbár képzelet által vezérelt (...) hátborzongató népmese, amely egy nemzedék elmúlásának krónikája”.
A rendező és regényíró Neil Jordan a The Butcher Boy és a Breakfast on Pluto című regényeket is filmre vitte.
A Zelig Theatre 2008-ban mutatta be a McCabe által írt Appointment in Limbo című darabot a galwayi Town Hall Színházban. Cathal Cleary rendezte.
McCabe és Kevin Allen filmrendező a Flatlake Fesztivál szervezői, amely egy évente megrendezett zenei fesztivál.

## Munkái
- The Adventures of Shay Mouse (1985)
- Music on Clinton Street (1986)
- Carn (1989)
- The Butcher Boy (1992)
- The Dead School (1995)
- Breakfast on Pluto (1998)
- Mondo Desperado (1999)
- Emerald Germs of Ireland (2001)
- Call Me the Breeze (2003)
- Winterwood (2006)
- The Holy City (2009)
- The Stray Sod Country (2010)
- Hello and Goodbye (2013) (két kisregényt tartalmaz: Hello Mr. Bones és Goodbye Mr. Rat)
- The Big Yaroo (2019)
- Poguemahone (2022)
- St. Patrick's Day Forever (rádiójáték, 2024)

### Magyarul
- A mészároslegény (The Butcher Boy) – Kalligram, Pozsony, 2011 · ISBN 9788081014215 · Fordította: Mihálycsa Erika
- Reggeli a Plútón (Breakfast on Pluto) – Pesti Kalligram, Budapest, 2013 · ISBN 9788081017056 · Fordította: Mihálycsa Erika

## Fordítás
- Ez a szócikk részben vagy egészben  a   Patrick McCabe (novelist) című angol Wikipédia-szócikk fordításán alapul.  Az eredeti cikk szerkesztőit annak laptörténete sorolja fel. Ez a jelzés csupán a megfogalmazás eredetét és a szerzői jogokat jelzi, nem szolgál a cikkben szereplő információk forrásmegjelöléseként.